# Тиевский, Антони
Антони (Антон) Тиевский (пол. Antoni Tijewski; 18 [31] декабря 1901, Дербент, Дагестанская область, Российская Империя — около 21 апреля 1940, Катынь, Смоленский район, Смоленская область, РСФСР, СССР) — польский военнослужащий, лейтенант кавалерийского резерва Войска Польского, кавалер ордена Virtuti Militari , жертва катынского расстрела.

## Биография
Он родился в 1901 году в Дербенте в семье Антония и Саломеи, урожденной Зайончковской. Выпускник реального училища в Ростове-на-Дону. С 1918 года служит в Войске Польском. Служил в кавалерийской дивизии 4-й польской стрелковой дивизии генерала Желиговского. Воевал в 1918-1919 годах на Кубани, в Бессарабии и Галичине, затем в Советско-польской войне 1920 года.
После окончания боевых действий в 1921 году был уволен в запас. В межвоенный период работал делопроизводителем в городской канцелярии в Здолбунове, с 1927 года работал служащим в ПКУ Ровно, с 1931 г. референт в ПКУ Дубно (Волынское воеводство). После окончания курсов офицеров запаса для командиров крупнокалиберных пулеметных эскадрилий в Кадетском училище пехотного резерва в Замброве (1933) получил звание подпоручика запаса . В 1935 году ему было присвоено звание лейтенанта запаса. Он был активным членом Ассоциации офицеров запаса и Морской и колониальной лиги в качестве вице-президента. Деятель ряда общественных организаций, в частности Союза военных осадников, Союза резервистов, профсоюза вольнонаемных служащих военной администрации. Жил в городе Дубно. Поручик запаса.
Во время польской кампании вермахта он был взят в советский плен и содержался в козельском лагере военнопленных. 5 марта 1940 года Политбюро ЦК ВКП(б) приняло решение о применении к нему высшей меры наказания. С 19 по 21 апреля 1940 направлен в распоряжение начальника УНКВД по Смоленской области. Расстрелян с 20 по 22 апреля 1940 года в Катынском лесу. Состоит в депортационном списке LW 035/3 от 16 апреля 1940 г., п. 23.

## Личная жизнь
Он был женат на Марии, урожденной Говор, и имел сыновей Антония и Густава, а также дочь Галину.

## Награды и звания
- Орден Virtuti Militari
- Крест Храбрых